# George Washington Memorial Parkway

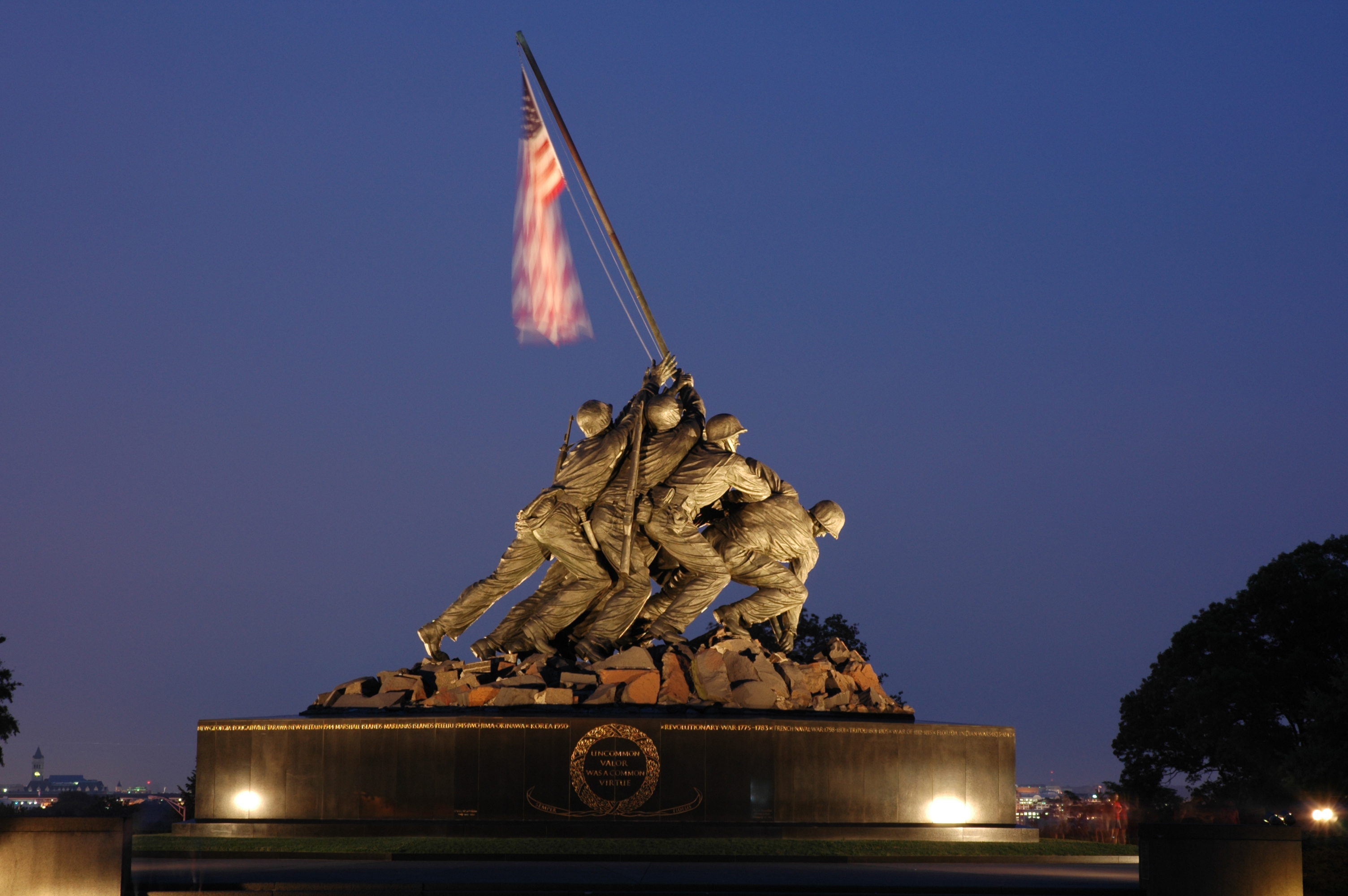
U.S. Marine Corps War Memorial

George Washington Memorial Parkway to droga typowo amerykańska w stanie Wirginia w Stanach Zjednoczonych. George Washington Memorial Parkway ma długość ponad 40 km i prowadzi wzdłuż zachodniego brzegu rzeki Potomak od autostrady międzystanowej nr 495 na północy do Mount Vernon na południu, gdzie kończy się rondem.
W szerszym znaczeniu terminem George Washington Memorial Parkway określa się również około 20 parków, pomników, szlaków turystycznych i obszarów rekreacyjnych w Wirginii, Waszyngtonie i Maryland znajdujących się pod wspólnym zarządem National Park Service. Należą do nich między innymi:
- Arlington House: The Robert E. Lee Memorial
- Arlington Memorial Bridge & Memorial Avenue
- Belle Haven Marina
- Belle Haven Park
- Clara Barton National Historic Site
- Collingwood Park
- Columbia Island Marina
- Claude Moore Colonial Farm
- Daingerfield Island
- Dyke Marsh Wildlife Preserve
- Fort Hunt Park
- Fort Marcy
- Glen Echo Park
- Gravelly Point
- Great Falls Park
- Lady Bird Johnson Park
- Lyndon Baines Johnson Memorial Grove-on-the-Potomac
- Mount Vernon Trail
- Netherlands Carillon
- Potomac Heritage Trail
- Riverside Park
- Roaches Run Wildlife Sanctuary
- Theodore Roosevelt Island
- Turkey Run Park
- U.S. Marine Corps War Memorial
- Washington Sailing Marina
- Women in Military Service For America Memorial